# إليزابيتا سيراني
إليزابيتا سيراني (8 يناير 1638 - 28 أغسطس 1665) رسامة إيطالية باروكية وطباعة، توفيت في ظروف غامضة عن عمر يناهز 27 عامًا. كانت من أوائل الفنانات في بدايات بولونيا الحديثة، إذ أسست أكاديمية للفنانات الأخريات.

## الحياة
ولدت إليزابيتا سيراني في بولونيا في 8 يناير 1638، وكانت الطفلة الأولى من بين أربعة أطفال لمارغريتا وجيوفاني أندريا سيراني. كان جيوفاني تاجرًا فنيًا ورسامًا في مدرسة بولونيا، وكان تلميذه المفضل لجويدو ريني. لم ينتج الكثير من الأعمال في حياته، وتولى مهنة التدريس بعد ريني، وأصبح الأستاذ الأول لمدرسة الفنانين التي تأسست في منزل إيتوري غيليري.
تدربت سيراني بدايةً كرسامة في استوديو والدها. تشير بعض الأدلة إلى عدم رغبة جيوفاني بأن تكون ابنته تلميذة، لكنها تعلمت أسلوبه، وأصبحت واحدة من بين أشهر الرسامات في بولونيا. ادعى كاتب السيرة الفنية، كارلو سيزار مالفاسيا، وهو أحد معارف عائلة سيراني، الفضل في الاعتراف بموهبة إليزابيتا وإقناع والدها بتدريبها كرسامة، ومن المحتمل أن يكون ذلك من باب تعظيم نفسه فقط.
ضُمنت سيرة سيراني في كتاب فيلسينا بيتريس المكون من مجلدين: حياة الرسامين البولونيين، الذي نُشر لأول مرة في عام 1678. قُدمت على أنها نتاج العبقرية البولونية، وتفاخر مالفاسيا كثيرًا بمساهمته (المزعومة) في بدايات حياتها المهنية. أشاد طيلة الوقت بأصالة أعمالها وأسلوبها في الرسم، وأسلوبها السريع في العمل ومهنيتها، مقارنةً بلافينيا فونتانا، الرسامة البولونية التي وصفها بالخجولة.
بهدف تأسيس أسلوبها في الرسم، درست سيراني أعمال أنيبيل كاراتشي، ولورينزو باسينيلي، وديسوبليو، وسيمون كانتاريني، وسيناني. تضمن تعليمها المبكر الخطوط العريضة لتاريخ الكتاب المقدس وأساطير القديسين، بالإضافة إلى الأساطير الكلاسيكية. تلقت سيراني أول مهمة لها في سن المراهقة، وهي معمودية المسيح، التي كانت لوحة مصاحبة لرسمة أنجزها والدها في وقت سابق في كامبو سانتو في بولونيا. كانت أيضًا على دراية بالموسيقى، إذ كان صهرها موسيقيًا.
سرعان ما طغت سمعة سيراني الفنية على سمعة والدها وشقيقتيها، اللتين كانتا رسامتين أيضًا، وفقًا لبعض الباحثين. بحلول عام 1654، أصيب جيوفاني أندريا سيراني بالعجز بسبب مرض النقرس، لذا بدأت إليزابيتا في إدارة ورشة عمل عائلتها. أصبحت في تلك المرحلة المعيل الأساسي للأسرة، ودعمت عائلتها ماديًا من خلال أجور التدريس وعمولات الصور الشخصية. كان الاستوديو الخاص بها ناجحًا للغاية، ويرجع ذلك جزئيًا إلى الجو التقدمي لبولونيا، إذ دُعمت الفنانات واحتُفي بهن.

## الوفاة
توفيت سيراني فجأة في أغسطس 1665، في بولونيا. اشتُبه في وفاتها، ووجهت للخادمة لوسيا تولوميلي تهمة تسميم الفنانة، واستدعيت للمحاكمة. وقع الشك على تولوميلي لأنها طلبت إنهاء خدمتها للعائلة قبل أيام فقط من وفاة سيراني، وسحب جيوفاني أندريا سيراني التهم بعد فترة وجيزة من المحاكمة. قالت لورا راج «ماتت سيران بعمر شابّ يندر فيه الموت، لكنه متأخر بشكل ميؤوس منه للزواج». عزا مالفاسيا موتها إلى مرض الحب لأن سيراني لم تتزوج قط. كان السبب الحقيقي لوفاتها على الأرجح ظهور التهاب البريتون بعد تمزق القرحة الهضمية. قد يكون ذلك نتيجة الإجهاد الشديد الذي تعرضت له بعد أن حملت على عاتقها مسؤولية إعالة أسرتها بأكملها.
كُرمت سيراني بجنازة متقنة تضمنت نعشًا ضخمًا وتمثالًا بالحجم الطبيعي للفنانة (موضحة في سيرة مالفاسيا)، وخطب وموسيقى ألفها على شرفها أبرز مواطنو بولونيا، ودُفنت في بازيليك سان دومينيكو في بولونيا، في نفس قبر مدرس والدها، جويدو ريني. يعدّ البعض جنازة سيراني العامة، بمن فيهم لورا راج، بمثابة تأبين لبولونيا، المدينة التي أنجبت سيراني، والتي يعتبرها معاصروها فنانة مبكرة النضوج وغزيرة الإنتاج. وصف أحد الشعراء سيراني بفرشاة الرسام المرثية. يشير مالفاسيا إلى أن موتها لم يكن بسبب التسمم، ولكنها حالة نشأت بشكل عفوي في جسد «امرأة مرحة ومفعمة بالحيوية، تخفي أقصى درجات شغفها بزوج ربما أنكره والدها عليها». كتب مسؤول في المدينة في ذلك الوقت: «لقد حزن عليها الجميع. لم يكنّ للسيدات، وخاصة اللاتي ظهرن في لوحاتها، أن يصمتن حيال ذلك. لمن سوء الحظ فعلًا أن نفقد مثل هذه الفنانة العظيمة بطريقة غريبة للغاية». تعكس الجنازة الفخمة والمتقنة التي حظيت بها التقديرَ العالي الذي حظيت به من قبل معاصريها، وشهرتها الدولية أيضًا.

## التلاميذ
لم تكن إليزابيتا سيراني خلفًا لورشة عمل والدها فحسب، بل كانت أيضًا معلمة رائعة للكثيرين، إذ ساهمت في تطوير قدرات الفنانات خلال عصر النهضة. دربت عددًا من الفنانين والفنانات، بمن فيهم شقيقتيها الأصغر سنًا، باربرا، وآنا ماريا، واثنتي عشرة شابة أخرى على الأقل في المدرسة التي أنشأتها. أصبحت هذه المدرسة أول مدرسة خاصة بتعليم الرسم للنساء في أوروبا خارج الدير، وكانت شاملة بغض النظر عن الروابط الفنية والاجتماعية للمرأة.
كان من بين تلميذاتها أيضًا فيرونيكا فونتانا التي عُرفت لاحقًا في جميع أنحاء إيطاليا كنحاتة على الخشب من الدرجة الأولى، وكاترينا بيبولي، وماريا إيلينا بانزاكي اللتان شقتا طريقهما في مجال الفن أيضًا في بولونيا، وكاميليا لانتري، ولوكريتيا فورني، المتخصصتان في الرسم الديني على نطاق واسع، وفيرونيكا فرانشي التي اتجهت للموضوعات الميثولوجية، وكانت لوكريزيا سكارفاجليا تلميذتها أيضًا. نافست جينيفرا كانتوفولي، سيراني وكانت بمثابة عدوتها.

## الأعمال
أنتجت سيراني أكثر من 200 لوحة، و15 نقشًا، ومئات الرسومات، ما جعلها فنانة غزيرة الإنتاج، لا سيما مع أخذ وفاتها المبكرة بعين الاعتبار. يرتبط ربع هذه المئات من الرسومات تقريبًا برسومات أو مطبوعات معروفة لسيراني. احتفظت سيراني بقائمة وسجلات دقيقة للوحاتها التي كلفت بها ابتداءً من عام 1655، إذ سُجلت في سيرة مالفاسيا. وقّعت سيراني العديد من لوحاتها، وهو الأمر الذي لم يكن شائعًا بين أقرانها من الذكور. يُحتمل أن تكون قد فعلت ذلك لتجنب الخلط بين أعمالها وأعمال والدها. وفقًا لآن ساذرلاند هاريس، أثبت توقيعها قوتها في الابتكار، وميزها عن فنانات إيطاليات أخريات. كان إعجاز سيراني الاستثنائي نتاج سرعة رسمها. رسمت الكثير من الأعمال التي شكك الكثيرون في أنها رسمتها جميعًا بنفسها، ومن أجل دحض مثل هذه الاتهامات، دعت متهميها، في 13 مايو 1664، لمشاهدتها ترسم لوحة بورتريه في جلسة واحدة. تغطي أعمالها عددًا من الموضوعات، بما في ذلك الروايات التاريخية والإنجيلية والقصص الرمزية والصور، التي غالبًا ما صورت فيها النساء. كانت سيراني أول فنانة في بولونيا تتخصص في رسم التاريخ، وحذت بعدها العديد من الرسامات اللاتي دربتهن حذوها.
يختلف تخصص سيراني في رسم التاريخ اختلافًا كبيرًا عن الرسامات الأخريات في ذلك الوقت اللواتي عادةً ما رسمن الحياة الساكنة فقط. تلقت أول مهمة عامة رئيسية لها في عام 1657 في بولونيا من دانييل جرانشي الأب في الكنيسة الكرتوزية في سيرتوزا دي بولونيا. رسمت ما لا يقل عن 13 رسمة من رسوم المذابح العامة، بما في ذلك معمودية المسيح في سيرتوزا دي بولونيا عام 1658. بدأت في عام 1660 التركيز بشكل مكثف على الصور التعبدية صغيرة الحجم، ولا سيما العذراء والطفل والعائلة المقدسة، التي كانت تحظى بشعبية كبيرة لدى هواة الجمع.